# Nemuno žiedas
Katsergiene, auch als Nemuno Žiedas (Nemuno-Ring) bekannt, ist die einzige permanente Motorsport-Rennstrecke in Litauen, im Städtchen Kačerginė, Rajongemeinde Kaunas. Der Nemuno Ring befindet sich in der Nähe von Kaunas, etwa 100 Kilometer westlich der Hauptstadt Vilnius.

## Geschichte

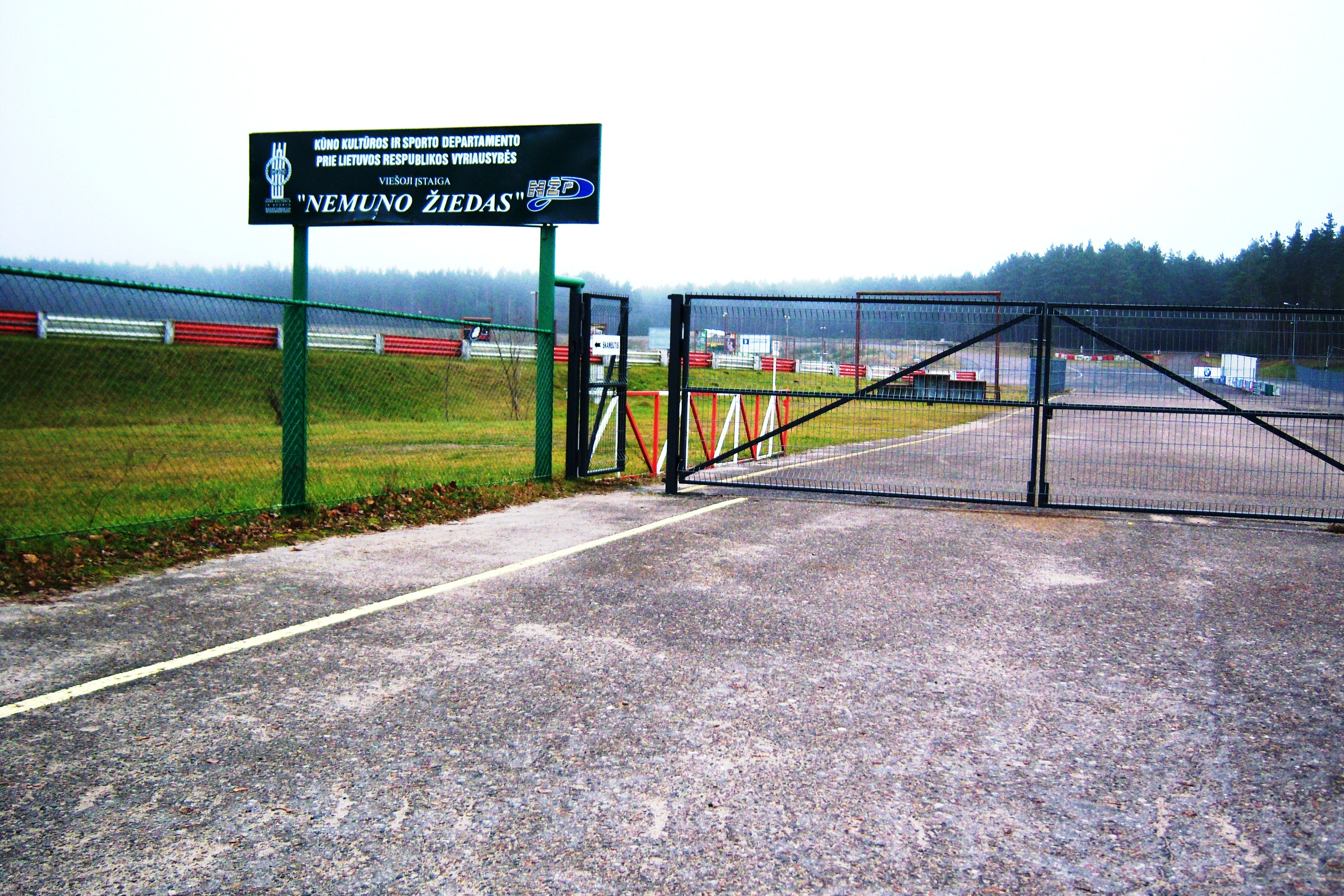

Ursprünglich wurden erste Rennen der sowjetischen Formel- und Sportwagenserien in Katsergiene ab 1961 auf einem 5,4 km langen temporären Straßenkurs ausgetragen, der Teile der Autobahn mit umfasste. Die Rennen dort zogen bis zu 30.000 Zuschauer an. Nachdem aufgrund von Unfällen auf anderen Strecken die Sicherheitseinrichtungen nicht mehr als ausreichend empfunden wurden, wurde der temporäre Kurs 1967 geschlossen.
In der Folge wurde der Bau einer teilpermanenten Strecke beschlossen. Die Planungen dazu begannen 1968. Nach dem neuen Entwurf verlief die Strecke südlich der Autobahn, wobei ein Teil der Autobahn weiterhin genutzt wurde. Die Länge der Strecke betrug 6079 Meter und ihre Breite neun Meter. Der Bau begann 1971 und wurde im Herbst 1974 abgeschlossen. Die Eröffnung erfolgte am 12. und 13. Oktober 1974, wobei noch bis ins Jahr 1976 Bauarbeiten an der Strecke unternommen wurden. Da die Sicherheitseinrichtungen allerdings immer noch nicht als für Autorennen ausreichend empfunden wurden erfolgten nur Motorradrennen auf dem Kurs.

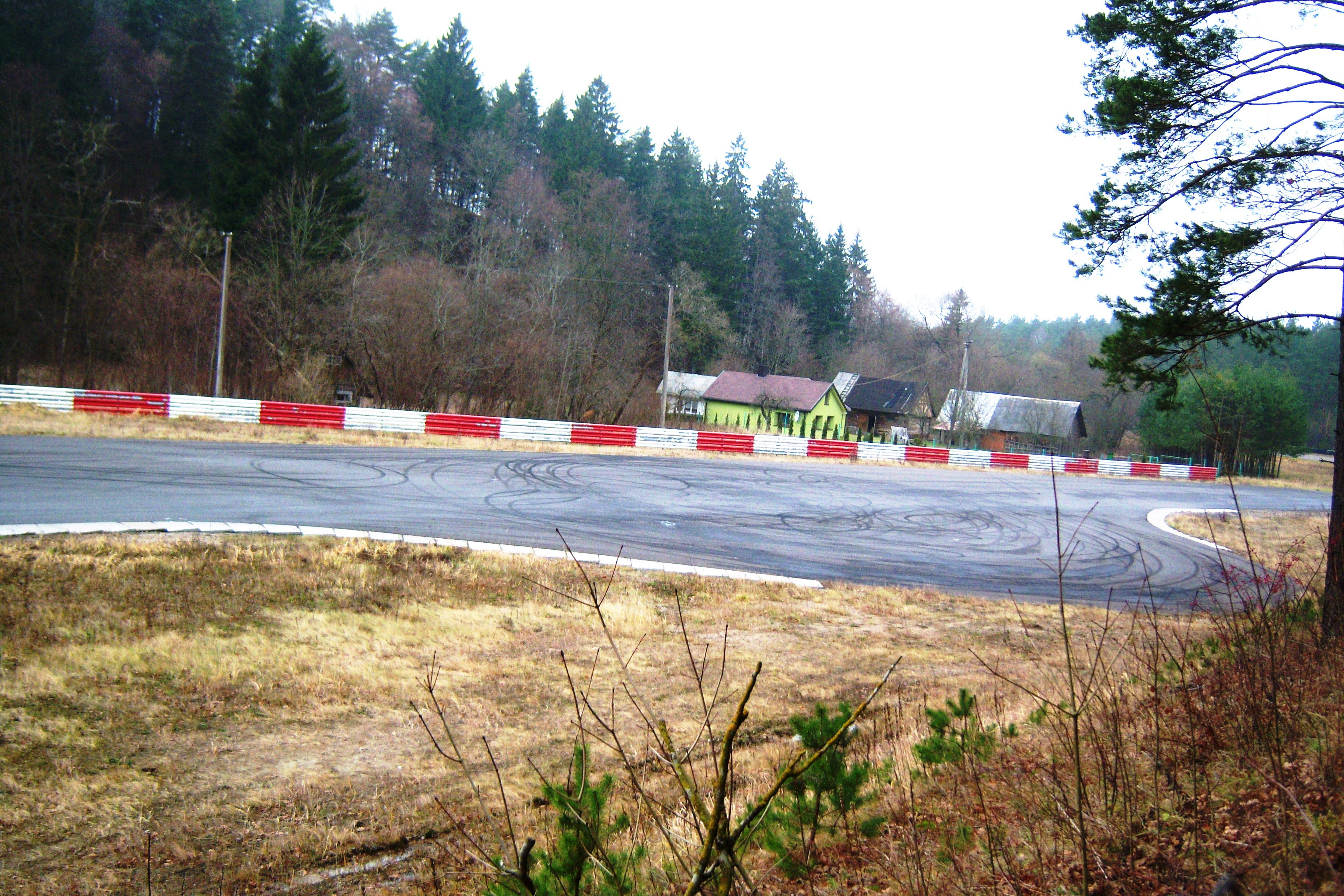
Optionale Schikane im hinteren Teil des Kurses

Mitte der 80er Jahre erfolgte ein erneuter Umbau, um die Strecke zu einem Motorsportzentrum in der Litauischen SSR auszubauen. Die neu gestaltete Anlage konnte durch teilpermanente Abschnitte in 4 Konfigurationen mit Längen von 6995, 4735, 3420 und 3270 Meter eingeteilt werden. Die Breite der Strecke betrug neun Meter und der maximale Höhenunterschied 36 Meter. Die Strecke wurde am 25. Oktober 1987 offiziell eröffnet, obwohl sie zu diesem Zeitpunkt noch nicht fertiggestellt war.
1997 wurden nach dem Zusammenbruch der UdSSR die Verwaltung der Anlage einer halbstaatlichen Organisation übertragen die den Namen der Strecke trug. In der Folge wurden die letzten ursprünglich geplanten Bauten erst 1999 fertiggestellt.
Im Zuge einer 2003 erfolgten Streckenrenovierung wurde ein Teil der teilpermanenten Streckenerweiterungen wieder dem Straßenverkehr überlassen. Diese Neugestaltung des Kurses, die auch verbesserte Sicherheitseinrichtungen umfasste, erfolgte unter der Beratung von Marcel Martin, einem Streckenspezialisten der FIA.
Ausbleibende Instandhaltungsmaßnahmen insbesondere an den Sicherheitseinrichtungen durch den ab 2011 zuständigen neuen Betreiber der Strecke „Nacionalinis žiedas“ sorgten in den Folgejahren für zunehmende Kritik. Erst 2020 erfolgten nach zuvor erfolgten Konsultationen des Rennstreckendesignbüros APEX Design wieder Wartungsarbeiten die unter anderem Vergrößerungen der Sturzzonen umfassten. Das Ziel war es die Strecke auf ein FIA Grade 3 Level zu bringen und entsprechend homologieren zu lassen. Die auf 10 Mio. Euro veranschlagten Investitionen mussten allerdings nach dem Konkurs von „Nacionalinis žiedas“ unterbrochen werden. Seitdem hat das Litauische Sportministerium die Verwaltung der Anlage übernommen.

## Streckenbeschreibung

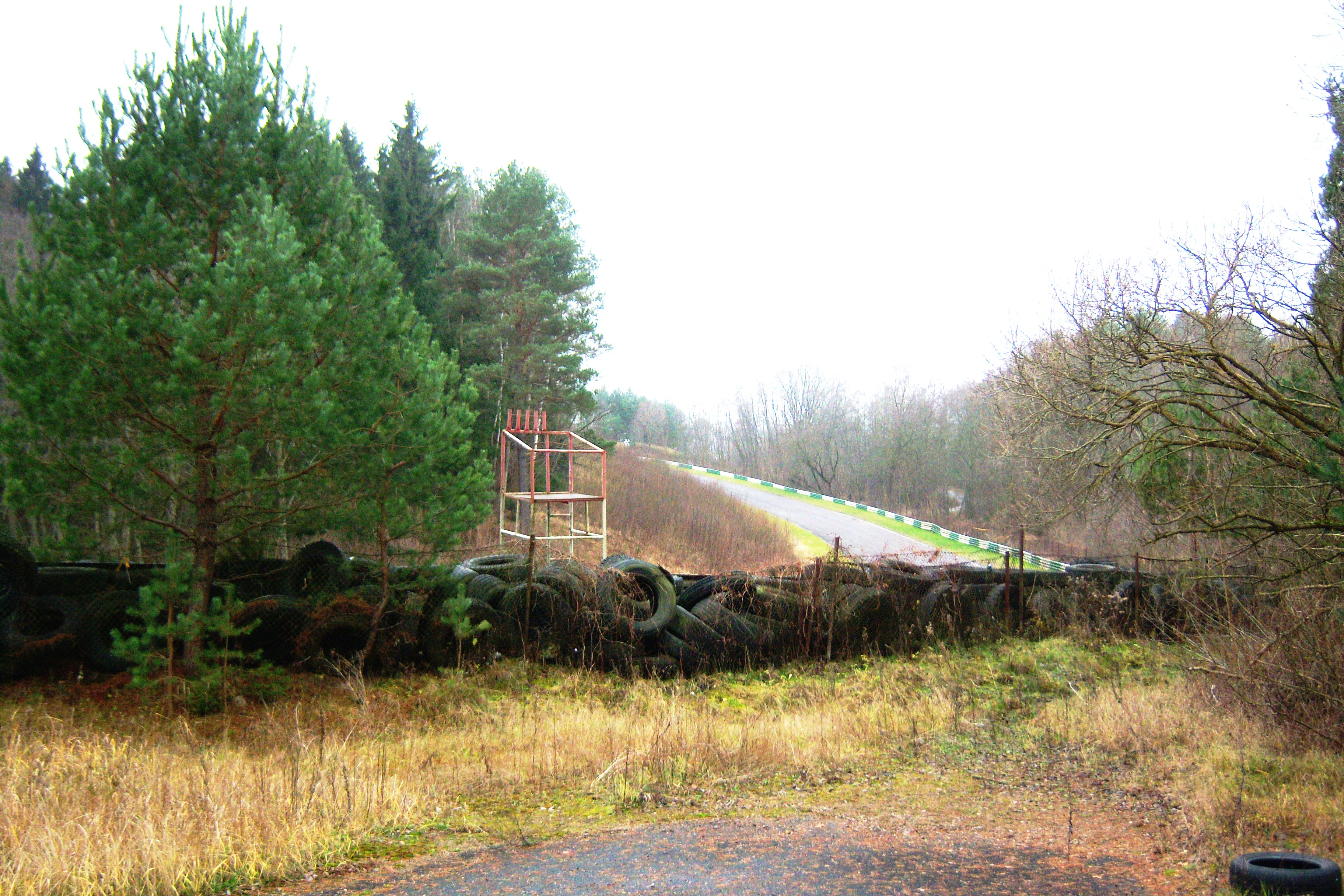
Turn 6 im hinteren Teil des Kurses

Die Strecke ist rund 3350 Meter lang und besitzt 10 Kurven. Der Rundkurs kann gelegentlich auf über sieben Kilometer durch Anbindung der nahe gelegenen öffentlichen Straßen verlängert werden und wird dann für Rallye-Wertungsprüfungen verwendet.
Das Gelände der Strecke weist im Infield auch eine Rallycross-Strecke, eine Enduro-Strecke sowie eine Langbahn-Speedway-Strecke auf.

## Veranstaltungen
Der Kurs war bzw. ist Austragungsort von Runden zur litauischen, lettischen und baltischen Touring-Car-Meisterschaft, sowie zur baltischen und litauischen Superbike-Meisterschaft. In der Vergangenheit starteten auch Serien wie die Formula Baltic, die polnische Langstreckenmeisterschaft und die finnische Formel 3 Meisterschaft auf dem Kurs. Außerdem finden dort Fahrkurse für Autos und Motorräder und Drifttrainings statt.